# Comuna Bârsănești, Bacău
Bârsănești (în maghiară Berszinest) este o comună în județul Bacău, Moldova, România, formată din satele Albele, Bârsănești (reședința), Brătești și Caraclău.

## Așezare
Comuna se află în zona central-vestică a județului, în valea râului cu același nume (afluent al Tazlăului). Este traversată de șoseaua națională DN11, care leagă Bacăul de Onești. Din acest drum, la Bârsănești se ramifică șoseaua județeană DJ116, care duce spre sud-vest la Târgu Ocna (unde se intersectează cu DN12A), Pârgărești și Oituz (unde se termină în același DN11).

## Demografie
Componența etnică a comunei Bârsănești
     Români (94,22%)
     Alte etnii (0,14%)
     Necunoscută (5,64%)
Componența confesională a comunei Bârsănești
     Ortodocși (93,14%)
     Alte religii (1,01%)
     Necunoscută (5,85%)
Conform recensământului efectuat în 2021, populația comunei Bârsănești se ridică la 4.258 de locuitori, în scădere față de recensământul anterior din 2011, când fuseseră înregistrați 4.527 de locuitori. Majoritatea locuitorilor sunt români (94,22%), iar pentru 5,64% nu se cunoaște apartenența etnică. Din punct de vedere confesional, majoritatea locuitorilor sunt ortodocși (93,14%), iar pentru 5,85% nu se cunoaște apartenența confesională.

## Politică și administrație
Comuna Bârsănești este administrată de un primar și un consiliu local compus din 13 consilieri. Primarul, Vlad-Costel Grigore[*], de la Partidul Social Democrat, este în funcție din 1 noiembrie 2024. Începând cu alegerile locale din 2024, consiliul local are următoarea componență pe partide politice:
|  | Partid                          | Consilieri | Componența Consiliului | Componența Consiliului | Componența Consiliului | Componența Consiliului | Componența Consiliului | Componența Consiliului |
|  | ------------------------------- | ---------- | ---------------------- | ---------------------- | ---------------------- | ---------------------- | ---------------------- | ---------------------- |
|  | Partidul Social Democrat        | 6          |                        |                        |                        |                        |                        |                        |
|  | Partidul Național Liberal       | 5          |                        |                        |                        |                        |                        |                        |
|  | Alianța pentru Unirea Românilor | 2          |                        |                        |                        |                        |                        |                        |

## Istorie
La sfârșitul secolului al XIX-lea, comuna făcea parte din plasa Tazlăul de Jos a județului Bacău și avea în compunere satele Bârsănești, Albele, Glodoșu, Brătești, Caraclău și Codreanu, cu 2376 de locuitori ce trăiau în 630 de case. În comună funcționau o școală mixtă cu 43 de elevi (toți băieți) înființată în 1891 și patru biserici (în satele Bârsănești, Caraclău, Brătești și Albele). Anuarul Socec din 1925 consemnează comuna în plasa Trotuș a aceluiași județ, având 3787 de locuitori în satele Albele, Bârsănești, Brătești, Caraclău, Glodosu și Gura Văii și în cătunul Codreanu.
În 1950, comuna a trecut în administrarea raionului Târgu Ocna din regiunea Bacău. În 1968, a revenit la județul Bacău, reînființat și tot atunci satele Glodosu și Gura Văii au fost desființate și incluse în satul Bârsănești.